# 第百五十四号哨戒特務艇
第百五十四号哨戒特務艇（だいひゃくごじゅうよんごうしょうかいとくむてい）は、日本海軍の未成特務艇（哨戒特務艇）。第一号型哨戒特務艇の61番艇。太平洋戦争後に掃海艦として就役したが、掃海作業中に触雷し沈没した。

## 艇歴
マル戦計画の特務艇、第2121号艦型の154番艇、仮称艦名第2274号艦として計画。1944年11月5日、第百五十四号哨戒特務艇と命名されて第一号型哨戒特務艇の58番艇に定められ、本籍を佐世保鎮守府と仮定。1945年5月15日、有限会社福島造船鉄工所で進水。6月20日、船体概成により福島造船鉄工所から呉海軍工廠へ引き渡されたとされる。
終戦時未成。8月17日、工事中止が発令される。本艇は後述するとおり復員庁の掃海艦となったが、工事を再開した建造所と竣工年月日は、いずれも不明。
1946年12月15日、復員庁第二復員局呉地方復員局所管の掃海艦に定められ、艦名を哨特第百五十四号とし、下関掃海部所属と定められる。
1948年1月1日、復員庁が廃止され、運輸省に移管。5月1日、海上保安庁に編入され掃海船MS-27となる。8月20日、船名を哨特第一五四号 MS-27に改められる。1949年5月23日、関門海峡東口の満珠島南東で掃海作業中に触雷し沈没し、4名が殉職した。9月27日、哨特第一五四号は解役された。